# NGC 7487
NGC 7487 في الفهرس العام الجديد، هي مجرة، تقع في كوكبة الفرس الأعظم. اكتشفت في 3 أغسطس 1886 بواسطة لويس سويفت.

## روابط خارجية
- NGC 7487 على موقع ويكي سكاي: DSS2, SDSS, GALEX, IRAS, Hydrogen α, X-Ray, Astrophoto, Sky Map, Articles and images